# Hidrolisato
Hidrolisato refere-se a qualquer produto de hidrólise. O hidrolisado de proteínas tem aplicação especial na medicina esportiva porque seu consumo permite que os aminoácidos sejam absorvidos pelo corpo mais rapidamente do que as proteínas intactas, maximizando assim a entrega de nutrientes aos tecidos musculares. Também é usado na indústria de biotecnologia como um complemento para culturas celulares em processos de fermentação.

## Hidrolisatos de proteínas do trigo
Os hidrolisatos de proteína do trigo são hidrolisados principalmente por processos enzimaticos ("pré-digeridos") e também apresentam vantagem de uma absorção mais rápida em comparação com a própria proteína do trigo. O custo mais alto do hidrolisato de proteína de trigo é aceito no mercado de suplementos alimentares pelos resultados em hipertrofia muscular pela redução da catabolia pós exercícios com o aumento da insulina em associação com carboidratos. Os problemas de digestão de algumas pessoas (doença celíaca) com a proteína do trigo (glúten) podem ser minimizados com o consumo de hidrolisato protéico do trigo.

## Hidrolisato de colágeno
O hidrolisato de colágeno possui aplicações em medicina, como agente terapêutico de potencial utilidade no tratamento da osteoartrite e osteoporose.
Possui uma ampla gama de aplicações devido a suas propriedades de baixa viscosidade em soluções aquosas, odor neutro, ser incolor, ter transparência, permitir emulsificação e estabilização, formação de espuma, formação de filme, molhabilidade, solubilidade, dispersibilidade, compressibilidade do pó, ser transportador de substâncias de baixa alergenicidade, bem como atividade antioxidante e antimicrobiana. Para aplicações cosméticas, tem boas funções biológicas, como incremento da proliferação celular, capacidade de retenção de água, absorção de umidade, retenção e propicia ação de antienvelhecimento na pele. E amplamente utilizado como ingrediente funcional na indústria de alimentos por causa de suas propriedades para aumentar a retenção de água em produtos à base de carne, desenvolvimento sensorial e melhoria das propriedades físicas e químicas em bebidas e laticínios. Na indústria biomédica, a aplicação de hidrolisato de colágeno misturado com celulose ou quitosana para a formação de estruturas ajuda na promoção da síntese de colágeno, gerenciamento de distúrbios ósseos e articulares, no tratamento de feridas, com excelente biocompatibilidade e propriedades antimicrobianas.
O hidrolisato de resíduos diversos contendo colágeno pode ser usado para produção de meios de cultura de bactérias, e entre os agentes de hidrólise, pode ser usada a peptona. Mesmo proteínas de difícil digestibilidade, como os chifres de animais, como os carneiros, podem pela hidrólise ser usados para a produção de meios de cultura para bactérias.

## Valor para a indústria de alimentos
Hidrolisato de proteína animal, como do fígado de galinhas, com hidrólise provida por pepsina, tem mostrado ser rico em ácido L-aspártico e os minerais necessários manganês e selênio.
A qualidade nutricional da carne de peixes criados em cativeiro (piscicultura), como o dojô (Misgurnus anguillicaudatus), podem ser melhorada pelo acréscimo na ração de hidrolisato de proteínas, como outros subprodutos da indústria de pesca.

### Hidrolisatos vegetais
Hidrolisatos de vegetais que não são usados na alimentação humana diretamente, como a alfafa, podem se tornar fontes ricas de proteínas facilmente assimiláveis, fonte de minerais como cálcio, fósforo, ferro, magnésio, potássio, zinco, cobre, selênio, silício orgânico e manganês, das vitaminas B1, B2, B6, B12, C, D, E K, U, ácido fólico (vitamina B9), biotina, niacina, provitamina A (β-caroteno), assim como β-caroteno e diversos aminoácidos essenciais como alanina, lisina, arginina, histidina, cisteína, prolina, metionina e tirosina, e não essenciais como o ácido glutâmico. Serviriam ainda como fonte de fibras alimentares.
Pesquisas similares demonstram o valor para a indústria de alimentos de hidrolisatos de outras variedades vegetais, tais como o fonio (Digitaria exilis), de plantas do gênero Pandiaka.

## Obtenção de substâncias específicas
Determinadas substâncias, como os polissacarídeos fucanas sulfatadas, podem ser obtidas a partir de hidrolisatos de biomassa, como das algas pardas.